# Pilchowice (gmina)
Pilchowice – gmina wiejska w Polsce położona w województwie śląskim, w powiecie gliwickim. W latach 1975–1998 gmina administracyjnie należała do województwa katowickiego.
Siedziba gminy to Pilchowice.
Na południowym wschodzie gmina Pilchowice posiada eksklawę o nazwie Wilcza-Czuchów, oddzieloną od głównego obszaru pasmem Knurowa.

## Położenie
Gmina jest położona w południowej-zachodniej części powiatu gliwickiego i sąsiaduje z miastami:
- Gliwice, Knurów, Rybnik

oraz gminami:
- Sośnicowice (powiat gliwicki)
- Czerwionka-Leszczyny (powiat rybnicki)
- Kuźnia Raciborska (powiat raciborski)

## Miejscowości
Miejscowości leżące na terenie gminy Pilchowice:
Sołectwa:
- Kuźnia Nieborowska
- Leboszowice
- Nieborowice
- Pilchowice (wieś gminna)
- Stanica
- Wilcza
- Żernica

## Powierzchnia
Według danych z roku 2002 gmina Pilchowice ma obszar 67,51 km², w tym:
- użytki rolne: 49%
- użytki leśne: 41%

Gmina stanowi 10,18% powierzchni powiatu.

## Demografia

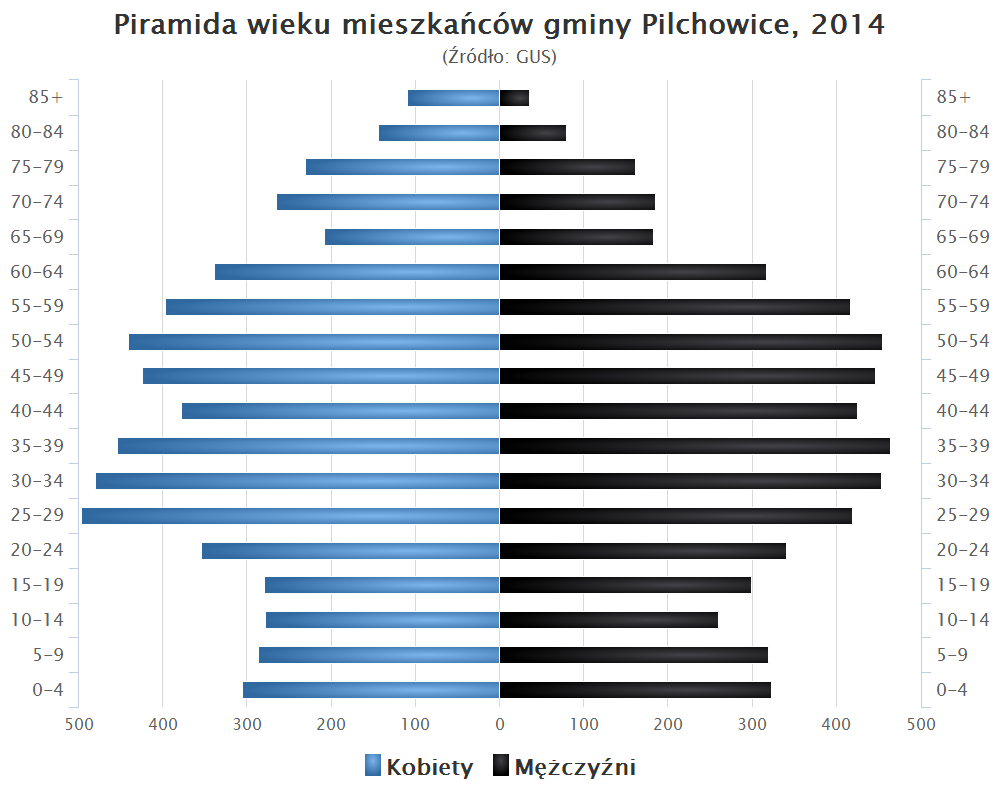
Piramida wieku mieszkańców gminy Pilchowice w 2014 roku

Dane z 30 czerwca 2004:
| Opis                              | Ogółem | Ogółem | Kobiety | Kobiety | Mężczyźni | Mężczyźni |
| --------------------------------- | ------ | ------ | ------- | ------- | --------- | --------- |
| jednostka                         | osób   | %      | osób    | %       | osób      | %         |
| populacja                         | 10 137 | 100    | 5212    | 51,4    | 4925      | 48,6      |
| gęstość zaludnienia (mieszk./km²) | 150,2  | 150,2  | 77,2    | 77,2    | 73        | 73        |

## Edukacja
Gmina Pilchowice posiada sieć publicznych placówek oświatowych składającą się z pięciu przedszkoli, czterech szkół podstawowych. Cztery przedszkola i szkoły podstawowe tworzą Zespoły Szkolno-Przedszkolne.
Przedszkola:
- Publiczne Przedszkole z oddziałem integracyjnym w Nieborowicach
- Przedszkole w ZSP w Pilchowicach
- Przedszkole w ZSP w Stanicy
- Przedszkole w ZSP w Wilczy
- Przedszkole w ZSP w Żernicy

Szkoły podstawowe:
- Szkoła podstawowa w ZSP w Pilchowicach
- Szkoła podstawowa w ZSP w Stanicy
- Szkoła podstawowa w ZSP w Wilczy
- Szkoła podstawowa w ZSP w Żernicy

## Turystyka
Przez gminę przebiegają następujące szlaki turystyczne:
- - Szlak Husarii Polskiej
- - Szlak Okrężny wokół Gliwic
- - Szlak Stulecia Turystyki
- – Szlak Architektury Drewnianej województwa śląskiego

Obiekty noclegowe:
- Dworek Fürstenhof w Pilchowicach. dworekfurstenhof.pl. [zarchiwizowane z tego adresu (2014-12-17)].

## Transport

### Drogowy
Przez gminę Pilchowice przechodzi droga wojewódzka i krajowa.
Drogi Wojewódzkie:
- 921

Drogi Krajowe:
- 78

## Gminy Partnerskie
- Bobritzsch - Hilbersdorf (Niemcy) - oficjalnie od 3 października 2012 roku
- Gromada Fursa (Ukraina) - oficjalnie od 5 grudnia 2023 roku